# Кастельново-дель-Фриули
Кастельново-дель-Фриули (итал. Castelnovo del Friuli) — коммуна в Италии, располагается в регионе Фриули-Венеция-Джулия, в провинции Порденоне.
Население составляет 955 человек (2008 г.), плотность населения составляет 40 чел./км². Занимает площадь 23 км². Почтовый индекс — 33091. Телефонный код — 0427.
Покровителем коммуны почитается святитель Николай Мирликийский, чудотворец, празднование 6 декабря.

## Демография
Динамика населения:

## Администрация коммуны
- Официальный сайт: http://www.comune.castelnovo-del-friuli.pn.it/